# Тулохонов, Арнольд Кириллович
Арно́льд Кири́ллович Туло́хонов (род. 3 сентября 1949, Закулей, Иркутская область) — государственный и общественный деятель, советский и российский географ, учёный в области физической и экономической географии, академик Российской академии наук (2016), иностранный член Монгольской академии наук (2018). Главный научный сотрудник Байкальского института природопользования СО РАН (с 2023), член учёного совета Русского географического общества и президиума Сибирского отделения Российской академии наук. Доктор географических наук, профессор.
В 1991—2013 годах — директор Байкальского института природопользования СО РАН, позднее в 2016—2023 годах — научный руководитель института. В 2013—2017 годах — член Совета Федерации Федерального Собрания Российской Федерации (от Правительства Республики Бурятия). Депутат Народного Хурала Республики Бурятия IV и V созывов.

## Биография

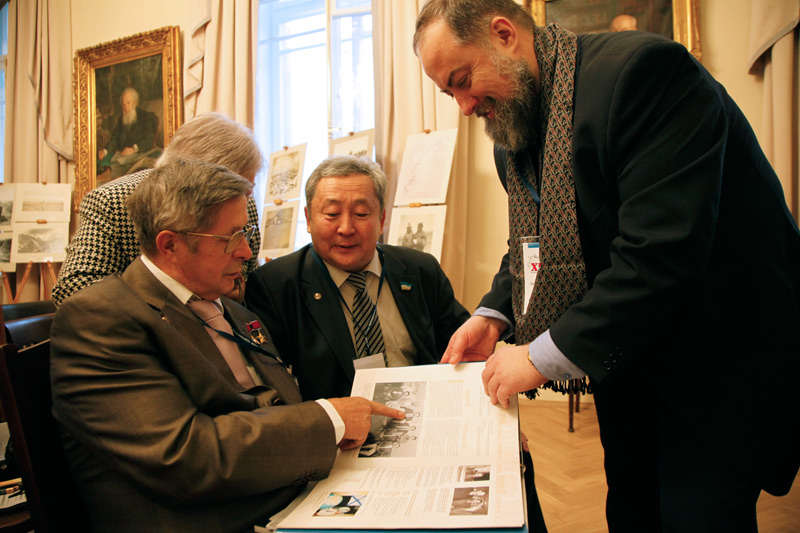
В. П. Савиных на XIV съезде Русского географического общества в Санкт-Петербурге.
В. П. Савиных, А. К. Тулохонов и Л. Г. Колотило обсуждают подготовленную к изданию книгу «Русское географическое общество. 165 лет служения Отечеству» (2010)

Родился 3 сентября 1949 года в селе Закулей (ныне Нукутский район, Усть-Ордынский Бурятский округ, Иркутская область) в семье сельской учительницы. В 1966 году после окончания Нукутской средней школы поступил в Иркутский государственный университет на географический факультет. В 1971 году с отличием окончил его с присуждением квалификации «географ-геоморфолог» и распределился на работу в Читинский филиал Всесоюзного научно-исследовательского и проектно-конструкторского института золотоплатиновой, алмазной и вольфрамомолибденовой промышленности Министерства цветной металлургии СССР. Трудовую деятельность начал в должности младшего научного сотрудника.
За три года им был выполнен большой объём хоздоговорных работ по заказу комбината «Балейзолото» и поставлены на баланс более 10 россыпных месторождений золота с общим запасом свыше 2 тонн металла. Результаты этих исследований составили основу кандидатской диссертации «Основные этапы развития рельефа Шилкинского среднегорья и оценка россыпной золотоносности», которую А. К. Тулохонов защитил в 1976 году в Институте геологии и геофизики.
По его инициативе в 1977 году в Улан-Удэ была создана Малая академия наук, действующая и поныне, организован Совет молодых учёных Бурятской АССР. В 1986—1988 годах — заведующий отделом науки Бурятского обкома КПСС. В 1988 году А. К. Тулохонов назначен заместителем председателя Президиума Бурятского научного центра СО АН СССР. В том же году им организован Байкальский отдел проблем природопользования при Президиуме центра, который по его инициативе в 1991 году преобразован в Байкальский институт рационального природопользования СО РАН. Ныне это Байкальский институт природопользования СО РАН — единственный институт в системе академической науки, где природно-ресурсные исследования неразрывно связаны с разработкой экологобезопасных технологий и экономикой природопользования.
В 1988 году решением Высшей аттестационной комиссии СССР А. К. Тулохонову присуждена учёная степень доктора географических наук за диссертацию «Происхождение и эволюция рельефа внутриконтинентальных гор (на примере Монголо-Сибирского горного пояса)».
Директор Байкальского института природопользования СО РАН (1991—2013). С 1992 года по настоящее время — советник Президента Республики Бурятия и Председателя Народного Хурала по экологическим вопросам.
Был доверенным лицом В. В. Путина по выборам Президента Российской Федерации. В 2001 году стал членом Президиума политсовета Бурятского регионального отделения партии «Единство» («Единая Россия»).
В 2002 году решением Высшей аттестационной комиссии присуждено учёное звание профессора. 22 мая 2003 года избран членом-корреспондентом РАН по Отделению наук о Земле.
С 1996 года — член Академии Северного форума (Финляндия), член Международной ассоциации Академий наук (МААН) СНГ; с 1998 года — действительный член Российской экологической академии; с 2000 года — действительный член Академии горных наук. Входил в состав редколлегии журнала «Регион: социология и экономика» (2000—2004). В 2004 году стал инициатором создания и председателем научного совета журнала «Мир Байкала».
Член учёного совета Русского географического общества (с 2005). В 2008—2010 годах — член координационного совета ООО «Корпорация развития Забайкалья», ответственный редактор энциклопедического справочника «Байкал: природа и люди», научный организатор проведения Международной экспедиции «„Миры“ на Байкале» с использованием глубоководных обитаемых аппаратов «Мир-1» и «Мир-2», гидронавт «Байкал-2008».
Депутат Народного Хурала Республики Бурятия (2007—2013). С 4 апреля 2013 по 17 января 2017 года — член Совета Федерации РФ от исполнительного органа государственной власти Республики Бурятия, входил в комитет по науке, образованию, культуре и информационной политике. Был единственным сенатором, проголосовавшим против принятия законопроекта о реформе государственных академий наук.
Академик РАН с 28 октября 2016 года. Избран по вакансиям центральной части РАН по специальности «География и водные ресурсы».
13 декабря 2018 года, на заседании «Их Чулган» Монгольской академии наук, Арнольд Тулохонов был избран иностранным членом Монгольской академии наук.
Член экспертного совета национальной премии «Хрустальный компас». Член редакционного совета журналов «Вестник Бурятского научного центра СО РАН», «Мир Байкала». Член редакционной коллегии журналов «Гидросфера. Опасные процессы и явления», «География и природные ресурсы», «Известия Иркутского государственного университета. Серия: Науки о Земле».

## Вклад в науку
А. К. Тулохонов является автором более 500 научных трудов, в том числе более 30 монографий. Научные исследования А. К. Тулохонова поддержаны грантами Российского фонда фундаментальных исследований, Российского гуманитарного научного фонда. Является руководителем интеграционных проектов СО РАН и РАН. А. К. Тулохонову неоднократно присуждались государственные научные стипендии.
Спектр исследований А. К. Тулохонова охватывает практически все направления современной географической науки применительно к Байкальской Азии: от сейсмичности до оптимизации сельскохозяйственного производства на аридных территориях. Его активная научная и организаторская работа сочетается с популяризацией научных знаний. А. К. Тулохонов — автор многочисленных статей в средствах массовой информации, учебников и книг. С 2004 года по его инициативе издаётся научно-популярный журнал «Мир Байкала». Для системы школьного образования под редакцией А. К. Тулохонова издана серия настенных учебных экологических карт Республики Бурятия. Тулохонов А. К. является организатором Малой академии наук (МАН) для подготовки школьников в Улан-Удэ.
Под руководством А. К. Тулохонова более двадцати лет ведутся исследования по восстановлению традиционного номадного животноводства в криоаридных регионах Северной Азии. Практической реализацией этих работ стало создание первого в России научно-экспериментального хозяйства «Байкалэкопродукт» для сохранения генофонда аборигенных животных.
На основе созданных Тулохоновым А. К. системы дистанционного мониторинга природных и антропогенных объектов и процессов, уникального банка историко-архивных и картографических данных Байкальского региона предложены концепция ландшафтно-адаптационного землепользования и программа действий по борьбе с опустыниванием для субаридных и аридных регионов Центральной Азии. Дана оценка трансформации геосистем в результате хозяйственной деятельности и колебаний климата с учётом различного характера природопользования, разработаны теоретико-методические подходы к эколого-экономической оценке последствий трансформации природной среды. На основе научной оценки структурно-функциональной организации ландшафтов трансграничных и приграничных территорий им определены особенности природопользования, степень трансформации природных комплексов, изменения в структуре природопользования приграничных районов России и аймаков Монголии, предложены новые инструменты и механизмы трансграничных взаимодействий, показана стратегическая роль Байкальского региона в современных геополитических условиях.
Тулохоновым А. К. впервые выделена особая роль речных дельт как индикаторов гидрологического и неотектонического режима крупнейших планетарных речных систем. На примере р. Селенги установлены закономерности формирования природных барьеров в дельтовых экосистемах.
Под его руководством в последние 5 лет получили свое дальнейшее развитие исследования в области политической географии Азиатской России. Впервые разработаны экономические оценки истощения природных ресурсов через рентные оценки, учитывающие экономические, экологические и природоохранные функции компонентов природной среды. Обоснована необходимость экстернальных издержек в дополнительные экологические затраты в условиях действий особого режима природопользования.
Большинство исследований Тулохонова А. К. осуществляется в рамках совместных международных программ «Сохранение природной и культурной среды Внутренней Азии» (фонд Мак-Артуров, США), «Сохранение биоразнообразия в Байкальском регионе» (Глобальный экологический фонд), «Опустынивание Северной Азии» (ЮНЕП), «Развитие экотуризма на Байкале» (Японский фонд развития), «Рациональное использование природных ресурсов Байкальского региона» (ТАСИС) и ряда других, где он является руководителем или координатором с российской стороны. Результаты этих исследований обсуждены на крупных международных конференциях проведенных на базе руководимого им института: «Человек у Байкала» (1991), «Байкальский регион как мировая модельная территория устойчивого развития» (1994), «Байкал как Участок мирового природного наследия» (1998). По инициативе А. К. Тулохонова состоялись многочисленные мероприятия по линии Глобального экологического фонда, ЮНЕСКО, фонда «Живые озера» (2001), ЮНЕП. Тулохонов А. К. был одним из научных руководителей экспедиций глубоководных аппаратов «Мир» на озере Байкал, в ходе которых им впервые закартированы 4 террасовых уровня, образовавшихся в период таяния четвертичных ледников в горах Прибайкалья. Им предложены системные подходы к разработке и экологической экспертизе крупных народнохозяйственных проектов, связанных с освоением природных ресурсов Сибири, реализованные в ряде природоохранных директив федерального и регионального уровней.
Среди учеников 4 доктора наук, 12 кандидатов наук.

## Награды и почётные звания
- премия Ленинского комсомола (1982) — за цикл работ по эволюции рельефообразования Прибайкалья и Забайкалья в приложении к теоретическим и прикладным задачам геоморфологии
- орден Почёта (2000) — за многолетнюю плодотворную работу и большой вклад в укрепление дружбы и сотрудничества между народами[2]
- медаль «За строительство Байкало-Амурской магистрали» (1985)
- медаль «За вклад в укрепление дружбы между Россией и Монголией»
- Отличник народного просвещения РСФСР
- заслуженный деятель науки Российской Федерации (1996)[3]
- Почётная грамота РАН и СО РАН
- Почётная грамота Правительства Республики Бурятия
- Государственная премия Республики Бурятия в области науки и техники (2003)
- Почётный гражданин Республики Бурятия (2019)
- Почётный гражданин Улан-Удэ[4]
- Почётный гражданин Нукутского района Иркутской области
- благодарности и именные часы от Президента РФ В. В. Путина и Председателя Государственной Думы Б. В. Грызлова
- почётные знаки МЦМ СССР, ЦК ВЛКСМ, Министерства просвещения СССР, СО АН
- Орден Полярной звезды Монголии
- Благодарности Президента Российской Федерации, Председателя Правительства РФ, Председателя Совета Федерации РФ
- почётный знак Совета Федерации Федерального Собрания Российской Федерации «За заслуги в развитии парламентаризма»
- Орден Вернадского
- Золотая медаль им. Н. М. Пржевальского РГО (2021).